# The Business
The Business is een nummer van de Nederlandse dj Tiësto uit 2020.

## Achtergrond
In tegenstelling tot de vorige singles van Tiësto, kent "The Business" een iets donkerder geluid. Het nummer werd in menig Europees land een grote hit. In de Nederlandse Top 40 bereikte hij daarmee de 1e positie, zijn eerste nummer 1-hit in de lijst, terwijl in België de 2e positie in zowel de Vlaamse Ultratop 50 als in de Waalse Ultratop 50 werd gehaald. Voor nu heeft Tiësto meerdere certificaties behaald met deze single, waaronder goud in Denemarken, Duitsland, Italië, Nieuw-Zeeland en het Verenigd Koninkrijk en platina in België, Canada en Polen. Op 23 november 2021 werd bekendgemaakt dat het nummer genomineerd was voor een Grammy Award in de categorie Best Dance/Electronic Recording.

## Hitnoteringen

### Nederlandse Top 40
| Hitnotering: 03-10-2020 t/m 24-04-2021 | Hitnotering: 03-10-2020 t/m 24-04-2021 | Hitnotering: 03-10-2020 t/m 24-04-2021 | Hitnotering: 03-10-2020 t/m 24-04-2021 | Hitnotering: 03-10-2020 t/m 24-04-2021 | Hitnotering: 03-10-2020 t/m 24-04-2021 | Hitnotering: 03-10-2020 t/m 24-04-2021 | Hitnotering: 03-10-2020 t/m 24-04-2021 | Hitnotering: 03-10-2020 t/m 24-04-2021 | Hitnotering: 03-10-2020 t/m 24-04-2021 | Hitnotering: 03-10-2020 t/m 24-04-2021 | Hitnotering: 03-10-2020 t/m 24-04-2021 | Hitnotering: 03-10-2020 t/m 24-04-2021 | Hitnotering: 03-10-2020 t/m 24-04-2021 | Hitnotering: 03-10-2020 t/m 24-04-2021 | Hitnotering: 03-10-2020 t/m 24-04-2021 | Hitnotering: 03-10-2020 t/m 24-04-2021 |
| Week:                                  | 1                                      | 2                                      | 3                                      | 4                                      | 5                                      | 6                                      | 7                                      | 8                                      | 9                                      | 10                                     | 11                                     | 12                                     | 13                                     | 14                                     | 15                                     | 16                                     |
| -------------------------------------- | -------------------------------------- | -------------------------------------- | -------------------------------------- | -------------------------------------- | -------------------------------------- | -------------------------------------- | -------------------------------------- | -------------------------------------- | -------------------------------------- | -------------------------------------- | -------------------------------------- | -------------------------------------- | -------------------------------------- | -------------------------------------- | -------------------------------------- | -------------------------------------- |
| Positie:                               | 36                                     | 20                                     | 15                                     | 12                                     | 10                                     | 8                                      | 6                                      | 3                                      | 1                                      | 1                                      | 1                                      | 1                                      | 1                                      | 1                                      | 1                                      | 2                                      |
| Week:                                  | 17                                     | 18                                     | 19                                     | 20                                     | 21                                     | 22                                     | 23                                     | 24                                     | 25                                     | 26                                     | 27                                     | 28                                     | 29                                     | 30                                     |                                        |                                        |
| Positie:                               | 3                                      | 3                                      | 3                                      | 2                                      | 4                                      | 5                                      | 4                                      | 6                                      | 10                                     | 16                                     | 22                                     | 28                                     | 35                                     | 36                                     | uit                                    |                                        |

### NederlandseSingle Top 100
| Hitnotering (week 1 t/m 57): 10-10-2020 t/m 06-11-2021 Hitnotering (week 58 t/m 61): 08-01-2022 t/m 29-01-2022 | Hitnotering (week 1 t/m 57): 10-10-2020 t/m 06-11-2021 Hitnotering (week 58 t/m 61): 08-01-2022 t/m 29-01-2022 | Hitnotering (week 1 t/m 57): 10-10-2020 t/m 06-11-2021 Hitnotering (week 58 t/m 61): 08-01-2022 t/m 29-01-2022 | Hitnotering (week 1 t/m 57): 10-10-2020 t/m 06-11-2021 Hitnotering (week 58 t/m 61): 08-01-2022 t/m 29-01-2022 | Hitnotering (week 1 t/m 57): 10-10-2020 t/m 06-11-2021 Hitnotering (week 58 t/m 61): 08-01-2022 t/m 29-01-2022 | Hitnotering (week 1 t/m 57): 10-10-2020 t/m 06-11-2021 Hitnotering (week 58 t/m 61): 08-01-2022 t/m 29-01-2022 | Hitnotering (week 1 t/m 57): 10-10-2020 t/m 06-11-2021 Hitnotering (week 58 t/m 61): 08-01-2022 t/m 29-01-2022 | Hitnotering (week 1 t/m 57): 10-10-2020 t/m 06-11-2021 Hitnotering (week 58 t/m 61): 08-01-2022 t/m 29-01-2022 | Hitnotering (week 1 t/m 57): 10-10-2020 t/m 06-11-2021 Hitnotering (week 58 t/m 61): 08-01-2022 t/m 29-01-2022 | Hitnotering (week 1 t/m 57): 10-10-2020 t/m 06-11-2021 Hitnotering (week 58 t/m 61): 08-01-2022 t/m 29-01-2022 | Hitnotering (week 1 t/m 57): 10-10-2020 t/m 06-11-2021 Hitnotering (week 58 t/m 61): 08-01-2022 t/m 29-01-2022 | Hitnotering (week 1 t/m 57): 10-10-2020 t/m 06-11-2021 Hitnotering (week 58 t/m 61): 08-01-2022 t/m 29-01-2022 | Hitnotering (week 1 t/m 57): 10-10-2020 t/m 06-11-2021 Hitnotering (week 58 t/m 61): 08-01-2022 t/m 29-01-2022 | Hitnotering (week 1 t/m 57): 10-10-2020 t/m 06-11-2021 Hitnotering (week 58 t/m 61): 08-01-2022 t/m 29-01-2022 | Hitnotering (week 1 t/m 57): 10-10-2020 t/m 06-11-2021 Hitnotering (week 58 t/m 61): 08-01-2022 t/m 29-01-2022 | Hitnotering (week 1 t/m 57): 10-10-2020 t/m 06-11-2021 Hitnotering (week 58 t/m 61): 08-01-2022 t/m 29-01-2022 | Hitnotering (week 1 t/m 57): 10-10-2020 t/m 06-11-2021 Hitnotering (week 58 t/m 61): 08-01-2022 t/m 29-01-2022 | Hitnotering (week 1 t/m 57): 10-10-2020 t/m 06-11-2021 Hitnotering (week 58 t/m 61): 08-01-2022 t/m 29-01-2022 | Hitnotering (week 1 t/m 57): 10-10-2020 t/m 06-11-2021 Hitnotering (week 58 t/m 61): 08-01-2022 t/m 29-01-2022 | Hitnotering (week 1 t/m 57): 10-10-2020 t/m 06-11-2021 Hitnotering (week 58 t/m 61): 08-01-2022 t/m 29-01-2022 | Hitnotering (week 1 t/m 57): 10-10-2020 t/m 06-11-2021 Hitnotering (week 58 t/m 61): 08-01-2022 t/m 29-01-2022 | Hitnotering (week 1 t/m 57): 10-10-2020 t/m 06-11-2021 Hitnotering (week 58 t/m 61): 08-01-2022 t/m 29-01-2022 |
| Week: | 1 | 2 | 3 | 4 | 5 | 6 | 7 | 8 | 9 | 10 | 11 | 12 | 13 | 14 | 15 | 16 | 17 | 18 | 19 | 20 | 21 |
| --- | --- | --- | --- | --- | --- | --- | --- | --- | --- | --- | --- | --- | --- | --- | --- | --- | --- | --- | --- | --- | --- |
| Positie: | 55 | 26 | 14 | 13 | 9 | 7 | 4 | 2 | 2 | 3 | 4 | 3 | 14 | 1 | 3 | 3 | 2 | 3 | 3 | 4 | 3 |
| Week: | 22 | 23 | 24 | 25 | 26 | 27 | 28 | 29 | 30 | 31 | 32 | 33 | 34 | 35 | 36 | 37 | 38 | 39 | 40 | 41 | 42 |
| Positie: | 5 | 7 | 8 | 9 | 9 | 11 | 12 | 15 | 17 | 23 | 24 | 26 | 43 | 27 | 28 | 33 | 38 | 40 | 42 | 43 | 43 |
| Week: | 43 | 44 | 45 | 46 | 47 | 48 | 49 | 50 | 51 | 52 | 53 | 54 | 55 | 56 | 57 | | 58 | 59 | 60 | 61 | |
| Positie: | 45 | 54 | 59 | 60 | 70 | 72 | 72 | 82 | 79 | 74 | 94 | 82 | 91 | 87 | 95 | uit | 82 | 95 | 95 | 96 | uit |

### VlaamseUltratop 50
| Hitnotering: 05-12-2020 t/m 10-07-2021 | Hitnotering: 05-12-2020 t/m 10-07-2021 | Hitnotering: 05-12-2020 t/m 10-07-2021 | Hitnotering: 05-12-2020 t/m 10-07-2021 | Hitnotering: 05-12-2020 t/m 10-07-2021 | Hitnotering: 05-12-2020 t/m 10-07-2021 | Hitnotering: 05-12-2020 t/m 10-07-2021 | Hitnotering: 05-12-2020 t/m 10-07-2021 | Hitnotering: 05-12-2020 t/m 10-07-2021 | Hitnotering: 05-12-2020 t/m 10-07-2021 | Hitnotering: 05-12-2020 t/m 10-07-2021 | Hitnotering: 05-12-2020 t/m 10-07-2021 | Hitnotering: 05-12-2020 t/m 10-07-2021 | Hitnotering: 05-12-2020 t/m 10-07-2021 | Hitnotering: 05-12-2020 t/m 10-07-2021 | Hitnotering: 05-12-2020 t/m 10-07-2021 | Hitnotering: 05-12-2020 t/m 10-07-2021 | Hitnotering: 05-12-2020 t/m 10-07-2021 |
| Week:                                  | 1                                      | 2                                      | 3                                      | 4                                      | 5                                      | 6                                      | 7                                      | 8                                      | 9                                      | 10                                     | 11                                     | 12                                     | 13                                     | 14                                     | 15                                     | 16                                     | 17                                     |
| -------------------------------------- | -------------------------------------- | -------------------------------------- | -------------------------------------- | -------------------------------------- | -------------------------------------- | -------------------------------------- | -------------------------------------- | -------------------------------------- | -------------------------------------- | -------------------------------------- | -------------------------------------- | -------------------------------------- | -------------------------------------- | -------------------------------------- | -------------------------------------- | -------------------------------------- | -------------------------------------- |
| Positie:                               | 40                                     | 32                                     | 16                                     | 6                                      | 10                                     | 5                                      | 3                                      | 4                                      | 2                                      | 4                                      | 4                                      | 2                                      | 5                                      | 3                                      | 4                                      | 4                                      | 2                                      |
| Week:                                  | 18                                     | 19                                     | 20                                     | 21                                     | 22                                     | 23                                     | 24                                     | 25                                     | 26                                     | 27                                     | 28                                     | 29                                     | 30                                     | 31                                     | 32                                     |                                        |                                        |
| Positie:                               | 6                                      | 3                                      | 10                                     | 9                                      | 8                                      | 15                                     | 14                                     | 18                                     | 22                                     | 29                                     | 32                                     | 29                                     | 41                                     | 45                                     | 46                                     | uit                                    |                                        |

### NPO Radio 2 Top 2000
| Nummer met noteringen in de NPO Radio 2 Top 2000 | '21  | '22  |
| ------------------------------------------------ | ---- | ---- |
| The Business                                     | 1527 | 1879 |

1. ↑  Een vetgedrukt getal geeft de hoogste notering aan.
2. ↑  2021 was het eerste jaar met een notering voor dit nummer.
3. ↑  Deze tabel is bijgewerkt tot en met de laatste editie (2024).